# Lo scalpellino
Lo scalpellino (titolo originale Stenhuggaren) è un romanzo giallo della scrittrice svedese Camilla Läckberg pubblicato in Svezia nel 2005.
È il terzo libro della serie che ha per protagonisti la scrittrice Erica Falck e il poliziotto Patrik Hedström
Il libro è stato finalista al Bästa svenska kriminalroman, edizione 2005, nell'ambito dello Svenska Deckarakademin.

## Trama
Il romanzo è strutturato su due vicende parallele: una avviene nel presente (2005), coi fatti dell'omicidio di Sara Klinga; l'altro dal 1923 al 1962, con la storia di Agnes Stjernkvist, viziata figlia di un ricco proprietario di una cava di granito svedese.
Strömstad, Svezia, 1923. La diciannovenne Agnes conosce lo scalpellino (dipendente di suo padre) Anders Andersson, di cui si infatua. Rimasta incinta, viene costretta dal furente padre a un matrimonio riparatorio con l'operaio, il che la costringe a rinunciare alla vita agiata fin lì avuta. Dopo aver partorito due gemelli, Agnes mostra una crudele ostilità nei confronti dei figli e del marito, ritenendoli responsabili del radicale peggioramento del suo stile di vita. Un giorno del 1928 Anders le comunica di aver acquistato i biglietti per trasferirsi con lei e i bambini negli Stati Uniti, ma cinque giorni prima dell'imbarco un incendio distrugge la loro casa; lo scalpellino e i due bambini rimangono uccisi, mentre Agnes si salva perché andata a far compere in vista del viaggio. La ragazza parte comunque per il nuovo mondo, trascorrendo alcuni anni di rendita con il denaro che il disperato padre, roso dai rimorsi, le ha lasciato per farsi perdonare di averla cacciata. Finiti i soldi, nel 1946 la disillusa donna torna in Svezia, con ancora più rancore verso gli uomini in generale. Al porto di New York, poco prima di imbarcarsi, trova una bambina piagnucolante che cerca i genitori, e d'impulso la porta con sé.
Passano gli anni. Agnes li trascorre passando da un'avventura a un'altra, finché non sposa un ricco uomo d'affari. La donna, nonostante la mezza età, cura maniacalmente il suo aspetto fisico, sempre impeccabile e in linea, al contrario della bambina che ha portato con sé da New York (che ha fatto passare per sua figlia), che ha l'ossessione per il cibo e tende ad ingrassare notevolmente, causando le ire della madre che, ogni volta che la piccola sgarra col cibo, la rinchiude in cantina facendole mangiare della cenere. Nella mente della bambina, oramai quasi adolescente, si insinua il germe della follia.
2005. Al largo della località di Fjällbacka, un pescatore di nome Frans Bengtsson è intento a recuperare le sue nasse per le aragoste. Dopo aver tirato a bordo della sua imbarcazione diverse nasse e il loro costosissimo contenuto, nell'ultima ha un'amara sorpresa, visto che recupera il corpo, senza vita, di una bambina. Avverte immediatamente la polizia e i detective Patrik Hedström e Martin Molin rispondono alla chiamata. Appena Patrik vede il corpicino della bambina ha un colpo al cuore: ha riconosciuto quel corpo, il suo nome è Sara Klinga, figlia dei suoi vicini  di casa.
Le indagini incominciano immediatamente e il commissario Mellberg incarica Patrik Hedström ed Ernst Lundgren delle relative indagini. Intanto il medico legale ha effettuato l'autopsia del corpo della piccola Sara e ha rinvenuto dell'acqua dolce e del sapone nei suoi polmoni. Questo significa che non è stato un incidente a causare la morte della bimba, ma che è stata uccisa in una vasca da bagno e poi gettata in mare. Nello stomaco di Sara viene rinvenuto anche della cenere e questo è davvero un mistero.
Patrik ed Ernst incominciano ad interrogare i genitori di Sara per sapere se conoscono chi potrebbe aver avuto dei rancori verso di loro. Essi non sanno cosa rispondere, non hanno proprio idea di chi potrebbe essere così vigliacco e cattivo da uccidere la loro figlia. La nonna di Sara, Lilian, ha una certezza: la colpa è sicuramente del loro vicino di casa Kaj Wiberg, e per accentuare questa convinzione inventa, in un secondo momento, anche delle false accuse. Nel frattempo a due bambini in fasce (fra cui la figlia di Patrick ed Erica) viene gettata addosso della cenere.
Il romanzo continua con le indagini della polizia su tutti i personaggi di questa storia. Un indiziato rivela che era con l'amante, si viene a sapere che un altro personaggio è coinvolto in un altro grave reato e grazie ad un colpo di fortuna Patrik scopre anche un altro reato di omicidio. Chi ha ucciso la piccola e problematica Sara? Con arguzia e perseveranza, il detective districa una morbosa trama iniziata più di ottant'anni prima.

## Personaggi
- Frans Bengtsson: pescatore di aragoste
- Bertil Mellberg: commissario di polizia
- Patrik Hedström: poliziotto
- Martin Molin: poliziotto e collega di Patrik
- Ernst Lundgren: poliziotto e collega di Patrik
- Gosta Flygare: poliziotto e collega di Patrik
- Erica Falck: compagna di Patrik Hedström
- Maja: figlia di Erica e Patrik
- Sara Klinga: la bambina trovata morta
- Albin Klinga: fratello di Sara
- Charlotte Klinga: madre di Sara
- Niclas Klinga: marito di Charlotte
- Lilian Florin Klinga: madre di Charlotte
- Stig Florin: secondo marito di Lilian
- Lennart Klinga: primo marito di Lilian
- Kaj Wiberg: vicino di casa della famiglia Klinga
- Monica: moglie di Kaj Wiberg
- Morgan: figlio di Monica e Kaj Wiberg
- Tord Pedersen: medico legale

## Opere derivate
Nel 2009 è stato presentato l'adattamento del romanzo nell'omonimo film per la televisione, diretto da Jonas Grimås: Elisabet Carlsson interpreta il ruolo di Erica Falck e Niklas Hjulström quello di Patrik Hedström.

## Edizioni
- Camilla Lackberg, Lo scalpellino, traduzione di Laura Cangemi, Marsilio, 2011. ISBN 978-88-317-0908-8.
- Camilla Lackberg, Lo scalpellino, traduzione di Laura Cangemi, Marsilio, 2012. ISBN 978-88-317-1312-2.
- Camilla Lackberg, Lo scalpellino, traduzione di Laura Cangemi, Marsilio, 2012. ISBN 978-88-317-1477-8.
- Camilla Lackberg, Lo scalpellino, traduzione di Laura Cangemi, Universale Economica Feltrinelli, 2015. ISBN 978-88-317-1271-2.